# Tračanska grobnica u Kazanlăku
Tračanska grobnica u Kazanlku (bugarski: Казанлъшка гробница) je tračanska grobnica od opeke nadsvođena u obliku košnice. 
Nalazila se pored tračanske prijestolnice Seuthopolisa, a sastoji se od uskog prolaza i okrugle grobne komore, koje su oslikane zidnim slikama iz helenističkog razdoblja. U središnjoj komori prikazan je tračanski par na pogrobnoj gozbi koji se hvata za ruke u prisnoj gesti. Pored toga tu je sjajan prikaz konja i skupine koja se oprašta. To su najbolje sačuvane slike naroda Tračana. Od 1979. godine upisana je na UNESCO-ov popis mjesta svjetske baštine u Europi.
U ljeto 2004. godine pronađen je i veliki tračanski mauzolej iz 5. st. pr. Kr. u susjednom gradu Šipki, tzv. Golema Kosmatka.

## Galerija
- Scena opraštanja.
- Trački kralj i kraljica.
- Utrka kočija.